# ماوروخوري
ماوروكوري (Μαυροχώρι) هي مدينة في كاستوريا في مقاطعة فوريا إلادا في اليونان.